# Srnice Donje
Srnice Donje (en serbe cyrillique : Срнице Доње) est un village de Bosnie-Herzégovine. Il est situé dans la municipalité de Gradačac, dans le canton de Tuzla et dans la fédération de Bosnie-et-Herzégovine. Selon les premiers résultats du recensement bosnien de 2013, il compte 432 habitants.

## Démographie

### Évolution historique de la population
| 1948 | 1953 | 1961  | 1971  | 1981  | 1991 | 2013 |
| ---- | ---- | ----- | ----- | ----- | ---- | ---- |
| -    | -    | 1 142 | 1 169 | 1 097 | 989  | 432  |

|  |

### Communauté locale
En 1991, la communauté locale de Srnice Donje comptait 1 900 habitants, répartis de la manière suivante :